# سیف‌الدین خان مکری
سیف الدین خان مکری (۱۲۴۲ بوکان – ۱۲۷۰ تبریز) فرزند عزیزخان مکری از شخصیت‌های سیاسی در دورهٔ ناصرالدین شاه قاجار بود. او حکمرانی ولایت ساوجبلاغ مکری را مدتی به عهده داشت. سیف‌الدین‌خان دومین سردار بوکان و پاشاخان مکری از خویشاوندان او به‌شمار می‌رفت.
سیف‌الدین در سال ۱۲۴۲ متولد شد و در سال ۱۲۴۹ که تنها ۷ سن داشت، از سوی ناصرالدین شاه به عنوان حاکم ساوجبلاغ مکری منصوب شد. مادر او، رضیه‌خانم تیلکوئی که از عشایر منطقهٔ اردلان بود.
سیف‌الدین، توجه و اهمیّت زیادی به بوکان می‌داد و از این رو، کارهای عمرانی مهمی مانند ساخت بازار بوکان، گسترش مسجد جامع بوکان و ساخت حوضخانه بوکان از او به‌جا مانده است. در سال ۱۲۷۰ در سن ۲۹ سالگی در تبریز درگذشت و در نزدیکی قبر عزیزخان مکری دفن شد.

## سفرنامهٔ ژاک دو مورگان
ژاک دو مورگان در کتاب جغرافیای غرب ایران (صفحهٔ ۲۰ و ۲۱) دربارهٔ سیف الدین خان مُکری چنین نوشته است:

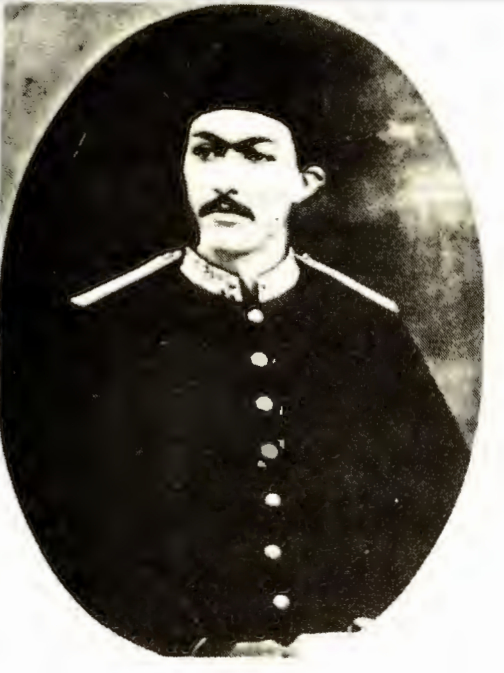
سیف الدین خان

سیف الدین خان سردار پسر حاکم سابق آذربایجان به‌همین نام، از اعقاب والی‌های مکری و از همین رو دارای قدرت و حمکرانی غیرقابل انکاری بر طوایف و عشایر مختلف بود. بدبختانه کمی بعد از عزیمت ما از مکریان، اجل این مرد توانا و دانا را در بیست و نه سالگی در ربود و ایران را از وجود یک هوشمند و برگزیده محروم ساخت.
در بازگشت به مکریان من و خام مرگان و همه کاروان را در قصر سردار آباد که دوست من سیف الدین خان با کمال لطف آن را در اختیار ما نهاده بود گذاشتم و خود به منظور سروصورت دادن بعضی مسائل مربوط به ماموریتم با چاربار به تبریز رفتم.
خاطرات و سفرنامهٔ ژاک دو مورگان نسخهٔ ۱۸۹۰
در کتاب خاطرات و سفرنامه مرگان نسخهٔ ۱۸۹۰ به جزئیات بیشتری در مورد سیف الدین خان پرداخته است که از این قرار است:
پیش از این گفته‌ام تمامی کُردها عشایر بودند تا کم‌کم با الگوبرداری از ایرانی‌ها و مسیحیان آذربایجان دست به ساخت روستاهایی زدند. بسیار دشوار است برآورد اینکه چه زمانی این دگرگونی آغاز شده یا حتی پیش از گسترش شهریت توسط امیرخان سردار.
سیف الدین والی مکری و حاکم آذربایجان در سرزمین‌های موروثی‌اش در آنجا سردارآباد را بنا نهاد و اهمیّت بوکان را افزایش داد و کُردها را تشویق به ایجاد دهات در زمین‌هایشان کرد. در این شرایط تعجب‌آور نیست یافتن موارد مشترک در میان دهات کُرد و آذربایجان.
این خانه‌ها و بناهای خشتی پوشیده از تراس، راه‌های باریک و پر پیچ‌وخم که امکان عبور را فراهم می‌کنند و انبوه خاک رس در کنار درب خانه‌ها انباشته شده است.
در تمام روز هوا وحشتناک است، باران و تگرگ است و باد شدید و سرد. پنج فرسخ (۳۳ کیلومتر) را پیمودیم تا به دِه کوچیک رسیدیم. مالک کوچیک دو ارمنی توریس هستند که در آنجا سکنی دارند. آن‌ها بسیار دوست داشتنی هستند و از ما به بهترین روش ممکن استقبال کردند اما در کشور به عنوان راهزنان خطرناکی شناخته شده‌اند. آن‌ها به شکل کُردها لباس می‌پوشند تا بتوانند کارهایشان را آسانتر انجام دهند.
در آنجا خبر مرگ ژنرال سیف الدین خان، حاکم کردستانِ مکری به ما رسید. او بیست و نه ساله بود و شاه او را بتازگی به سمت مارشال منصوب کرده بود. سیف الدین خان مدت زمانی را دور از پدرش گذراند. وی تنها هفت سال داشت زمانی که مارشال، حاکم آذربایجان درگذشت. مادرش از جوانی وی استفاده کرد و در جهت منافع خود ثروت عظیمی را که در کنترل داشت از بین برد.
او از طرف گماشتگان قبلی سردار (عزیزخان) مورد حمایت قرار گرفت و زمانی که سیف الدین به سن بلوغ عقلی رسید از صد و هشت دِه و قلمرو وسیعی که پدرش در تصاحب داشت تنها دِه بوکان بجا مانده بود، همانجایی که در جریانِ شورش مکری، در برابر شورشیان استقامت کرد.
سیف الدین خان استعداد خارق‌العاده‌ای داشت و به‌صورت تحسین‌برانگیزی زبان‌های شرقی مانند ترکی، فارسی، عربی، کردی و فرانسوی و کمی انگلیسی و آلمانی را از برداشت. او خود به تنهایی آموخته بود و قدرت جذب باورنکردنی‌اش وی را بزودی برتر از تمام ایرانیانی قرار داد که در اروپا دانش‌آموخته بودند.
به‌جز این سیف الدین خان در مشکلات یک مدیر خوب و شجاع بود. در چندین مورد صلح را در کردستان مکری برقرار کرد. مرگ وی خسارت بزرگی بود برای حکومت ایران (یادداشت ۲۰ نوامبر ۱۸۹۰). بعدها دانستم که سیف الدین خان توسط همسرش که دختر یک آقای کردستانِ مکری بود مسموم شد.

## مرگ
سیف الدین خان مکری در سال ۱۳۰۸ هجری قمری برابر با ۱۲۷۰ خورشیدی درگذشت و او را در تبریز نزدیک مقبره عزیزخان دفن کردند.

## اقدامات
از فعالیت‌ها و اقدامات سیف الدین خان می‌توان این موارد را نام برد:
- گسترش و تکمیل کارهای ساختمانی قلعهٔ سردار بوکان
- احداث حوض و انتقال آب آن به قلعهٔ سردار
- ساخت بازار سرپوشیده کوچک در جوار قلعه
- ساخت روستای سردار آباد و عمارت آن
- کنترل عشایر و سرکوب سران یاغی مکری (منسوب به شورش مکری)
- فرماندار ساوجبلاغ مکری (به مدت کوتاهی)

## خانواده
فرزندان
- طوبی خانم همسر حبیب‌الله خان سرتیپ مالک سیمینه
- زهرا خانم همسر رسول آقا عباسی فرزند حاجی ابراهیم انبار
- صغرا خانم همسر محمود ایلخانی زاده
- محمد حسین خان مکری

همسر
- حسنی جهان خانم، فرزند پاشا خان مکری ملقب به مظفرالدوله همسر سیف الدین خان بود. پاشاخان فرزند فرخ‌خان مکری برادر عزیزخان بود.